# 王和民
王和民（1954年2月—），山东商河人。1968年12月参加工作。
曾担任北京市人民检察院检察员、北京市石景山区人民检察院副检察长，后任中央纪委案件审理室副主任、主任；任中纪委监察综合室主任中纪委副秘书长兼监察综合室主任。2006年5月，任中纪委驻商务部纪检组组长、第十八届中央纪律检查委员会委员。2017年4月，不再担任中央纪委驻商务部纪检组组长、商务部党组成员。